# Аутохтоне врсте
Аутохтоне врсте су врсте неког географског подручја прилагођене условима живота у том подручју. Углавном то су врсте чија је присутност у тој регији резултат искључиво природних процеса, без човекове интервенције.
Аутохтон (αὐτόχθων, или латинизовано autochthonous) долази из комбинације грчких речи αὐτός [аутос] самосталан, исти и χθών [хтон] земља, подручје, у буквалном значењу "потиче одавде, са исте ове земље". Супротна реч је алохтон (ἀλλόχθων) која долази комбинацијом грчких речи ἄλλος [алос] стран и χθών [хтон] земља, у буквалном значењу "долази из другог подручја".
Појам аутохтоности је најважнији у биогеографији, која покушава да детерминише и опише распрострањеност врста.
Човековим директним или индиректним утицајем на екосистем аутохтоне врсте изложене су узнемиравању, сужава се њихов ареал, а увођењем нових биљних или животињских врста доводи се у питање и њихов опстанак. Због негативних трендова у природи (загађивање, уништавање станишта итд) многе аутохтоне (домаће) врсте нестале су из природе, или су чак и изумрле.
Под одређеним условима неке аутохтоне врсте могу да постану инвазивне, те да се неконтролисано шире и тамо где их раније није било. Сваки природни организам (за разлику од доместификованог организма) има свој природни распон дистрибуције у ком се сматра домаћим. Када се врсте појаве ван свог аутохтоног ареала, то се најчешће дешава човековим директним деловањем (ненамеран увоз семенским материјалом у пољопривреди итд.), па се тада зову интродуковане врсте у регијама где нису домаће.
Аутохтоне врсте нису нужно ендемичне. У биологији и екологији ендемизам означава искључиво аутохтоност за биоту специфичног подручја. Појмови ендемично и аутохтоно не значе увек да је организам потекао из места на којем тренутно живи. Поједине врсте долазе из других подручја, те се путем изолације одвајају од матичне популације и временом постају ендемичне.